# 光雲院
光雲院（こううんいん、1704年10月7日（宝永元年9月9日） - 1725年9月13日（享保10年8月7日））は、江戸時代中期の女性。尾張藩第6代藩主・徳川継友の正室。父は近衛家熙。別名は安己君（あこぎみ）。

## 生涯
父は関白・近衛家熙。母は町尻兼量の娘・量子。また大奥の実力者である近衛熙子（天英院）の姪であり、姉・近衛尚子は中御門天皇の女御である。1718年（享保3年）、尾張藩第6代藩主・徳川継友の正室となるが、継友との間に子供はできなかった。
1725年（享保10年）、死去。享年22。法号は光雲院高巌永照大姉。墓所は東京都港区虎ノ門の天徳寺。また京都府京都市の西王寺。